# Jeruzalémský chrám
Jeruzalémský chrám (hebrejsky בֵּית הַמִּקְדָּשׁ‎, bet ha-mikdaš, dosl. „dům svatosti, posvěcení“, svatyně) byl centrem náboženského kultu izraelského lidu mezi 10. stol. př. n. l. a 1. stoletím n. l. Chrám stál v Jeruzalémě a sloužil jako místo, kde se obětovaly oběti a kde bylo centrum aktivity kněží a levitů. Zřízení svatyně je micva podle Tóry, která je dovozována z verše knihy Exodus: Ať mi udělají svatyni (מִקְדָּשׁ‎, mikdaš) a já budu bydlet uprostřed nich, nebo z knihy Deuteronomium: Potom na místo, které si vyvolí Hospodin, váš Bůh, aby tam přebývalo jeho jméno, budete přinášet všechno, co vám přikazuji…
První jeruzalémský chrám postavil král Šalomoun a byl zničen Babyloňany na začátku 6. století př. n. l. Druhý chrám byl postaven na Chrámové hoře na konci 6. století př. n. l. po návratu z babylonského zajetí a zničen v roce 70 Římany. První chrám se dochoval jen v biblickém popisu, druhý je doložen archeologicky a z doby jeho zásadního rozšíření za krále Heroda (tzv. Herodův chrám) se zachovala část vnější opěrné zdi zvaná Zeď nářků.
Po druhém zničení již chrám nebyl obnoven a židé přestali přinášet oběti; synagogy slouží jako modlitebny, ale neobsahují oltář. Židé věří, že v budoucnosti bude chrám znovu vybudován a chrámová bohoslužba obnovena v souvislosti s příchodem Mesiáše.

## Vývoj

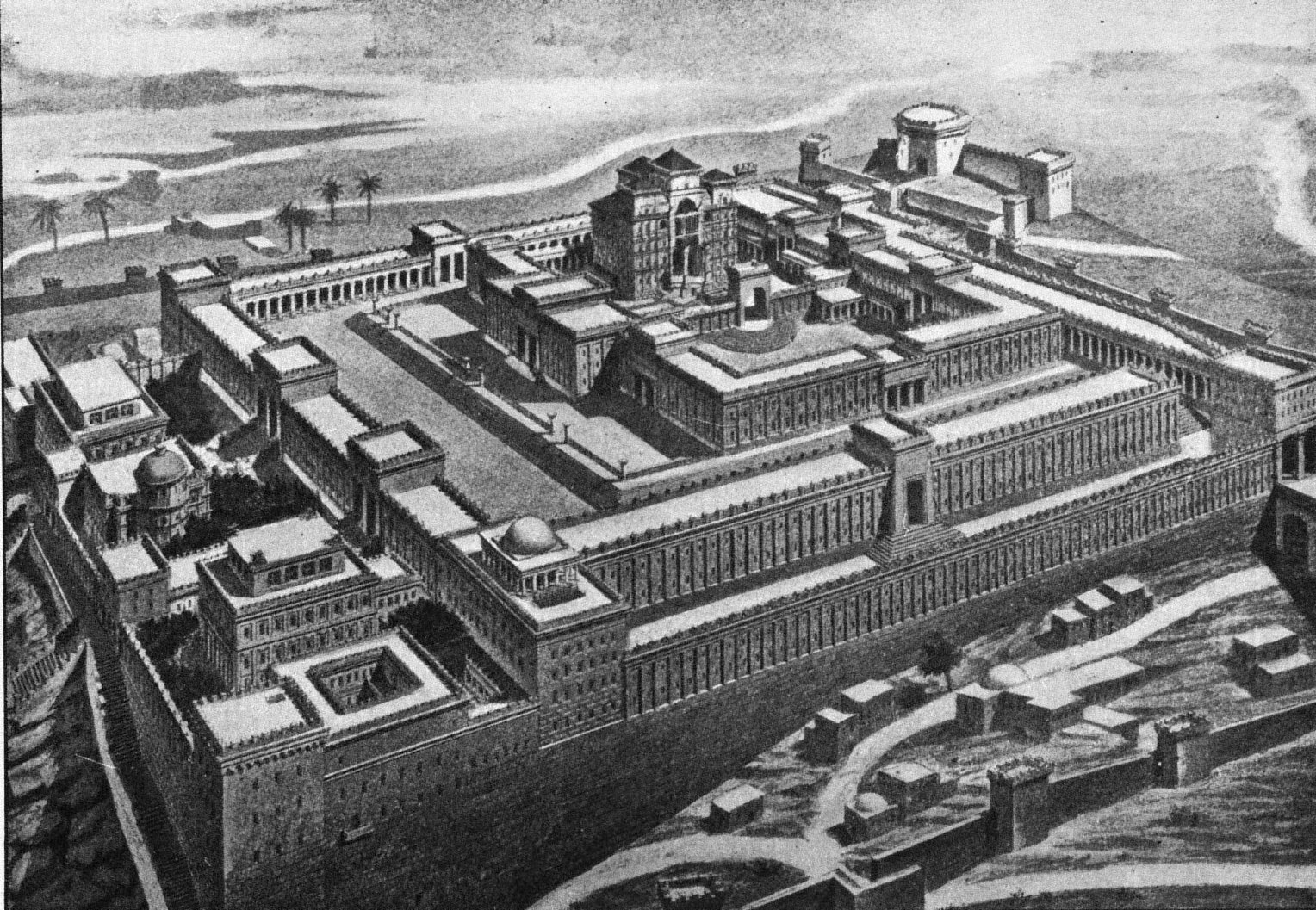
Náčrt představy prvního Chrámu

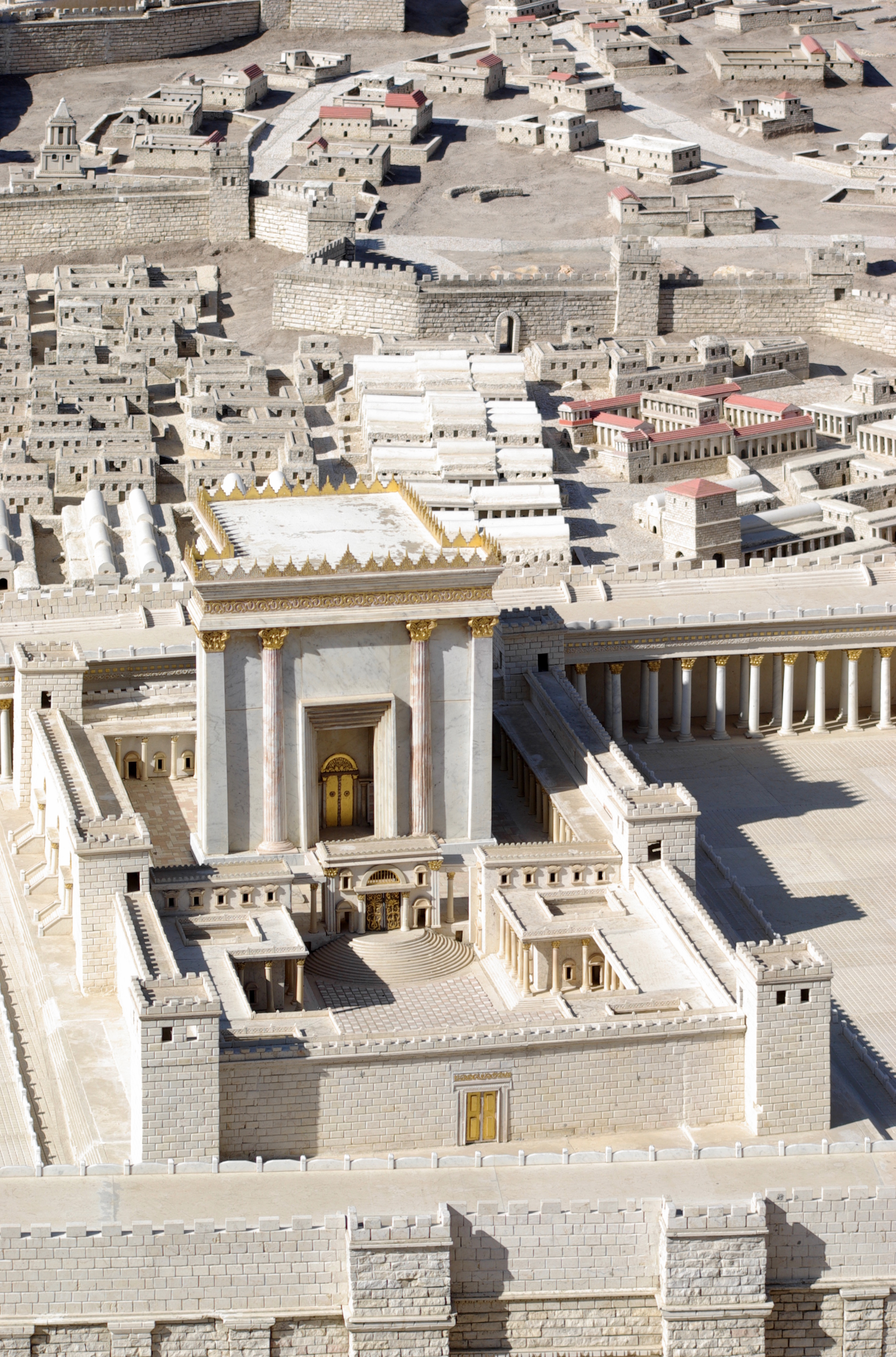
Model Herodova chrámu

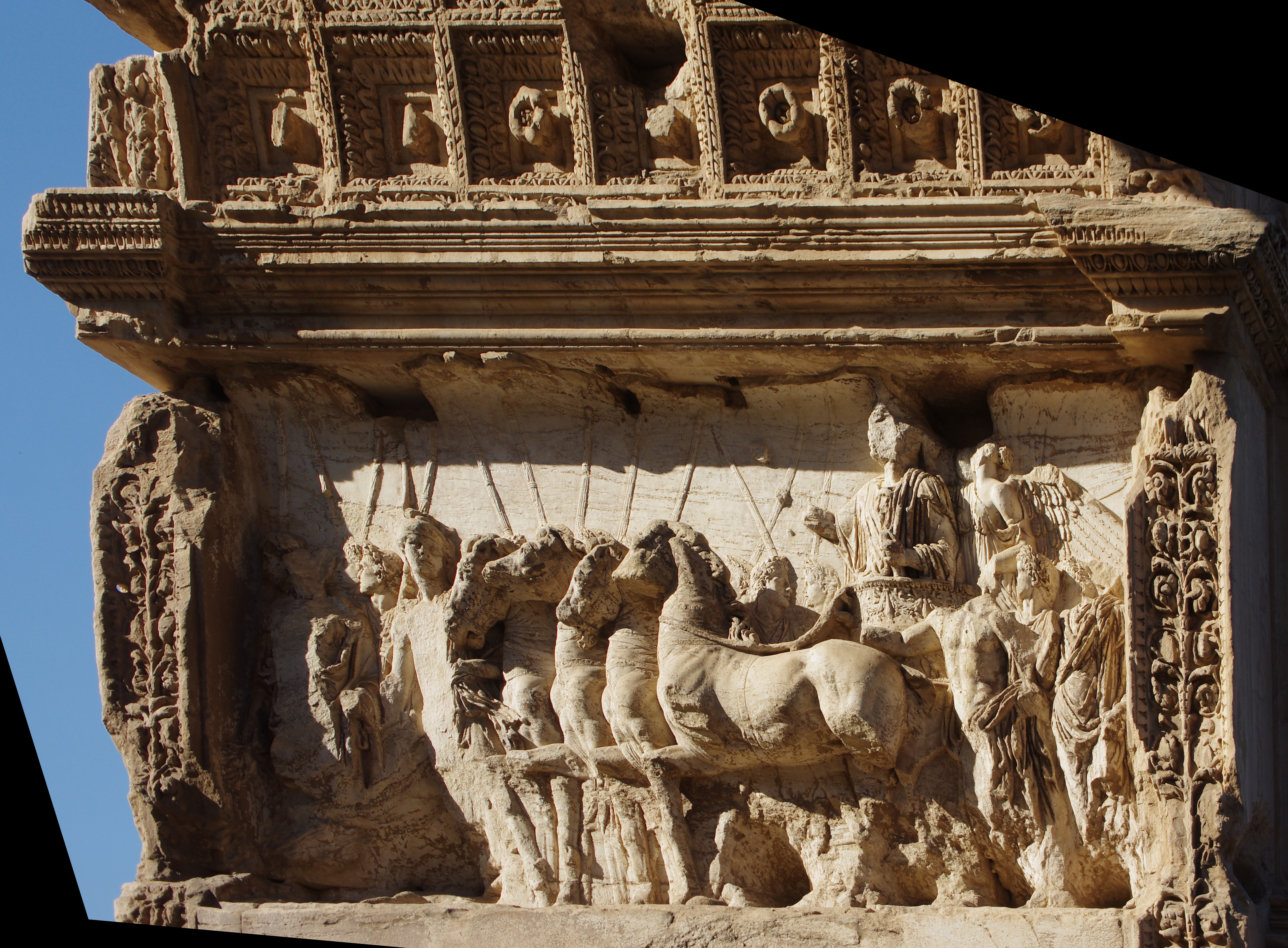
Titův oblouk: Triumf císaře Tita na Quadrrigě v doprovodu bohyně okřídleného vítězství.

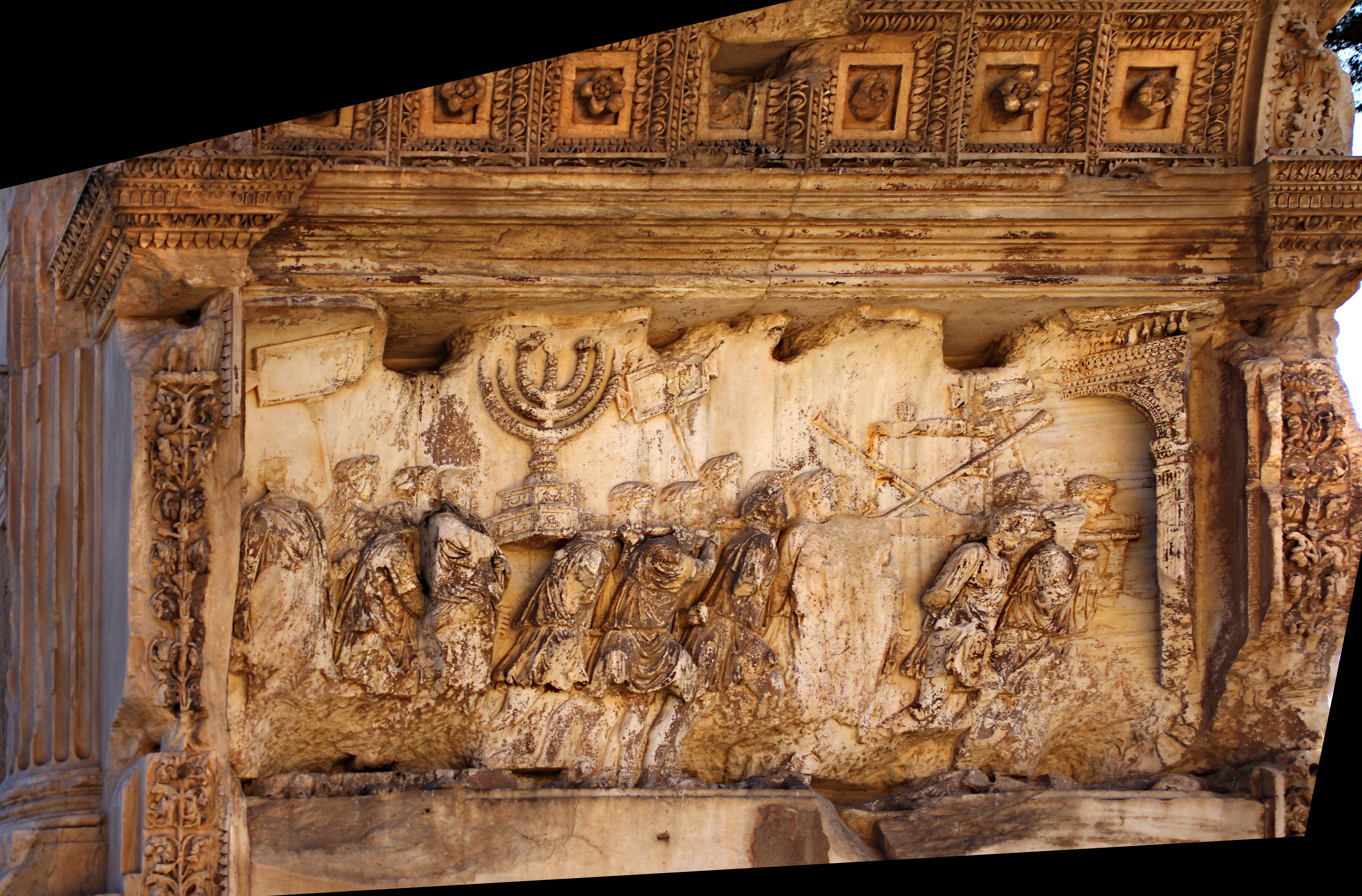
Titův oblouk: Trofeje z vyplenění jeruzalémského chrámu (menora, sedmiramenný svícen, stůl na chléb, posvátné nádoby, stříbrné trubky), tabulky uvádějí ukradené předměty a dobytá města.

### Přenosná svatyně
Na poušti byl zbudován přenosný příbytek Hospodinův jakožto první svatyně. V knize Deuteronomium klade Mojžíš před vstupem Izraelitů do země zaslíbené důraz na centralizaci bohoslužby do jediné svatyně, která bude stát „na místě, které Hospodin vyvolí“. Když Izraelité vstoupili do země zaslíbené, putoval příbytek Hospodinův po mnoha místech. Jedním z těchto míst, kde příbytek po nějaký čas stál, bylo Šílo, jak to popisuje 1. kniha Samuelova. Po vybudování stálého chrámu v Jeruzalémě byl příbytek přenesen do něj.
Příbytek byl rozdělen na „velesvatyni“ (kodeš kodašim, ve které byla archa úmluvy, a „svatyni“ (kodeš), kde se nacházel pozlacený oltář pro kadidlové oběti, menora a pozlacený stůl s předkladnými chleby. Celý příbytek byl obklopen nádvořím s hlavním oltářem.

### První (Šalomounův) chrám
Podle židovské tradice byl první jeruzalémský chrám zbudován králem Šalomounem (970–931 př. n. l.) na Chrámové hoře. Nemáme o něm žádná přímá archeologická svědectví kvůli přestavbám, které na tomto místě proběhly. Prosévání půdy z Chrámové hory přineslo jen nepřímá svědectví, mezi nimi razítko jedné kněžské rodiny, která je zmiňována v knize Jeremjáš.
Král David učinil Jeruzalém centrem izraelského království a přenesl do něj Boží Archu úmluvy. Šalomoun pak vybudoval chrám jako „dům Božího přebývání“ a jako symbol připoutání lidu k Davidovu rodu. Stavba celého objektu trvala 7 let (4.–11. rok Šalamounovy vlády). Šalomoun od lidu vybíral pro účel stavby vysoké daně a při stavbě mu byli nápomocni tyrští stavitelé.
Chrámová svatyně měla 3 základní části:
- Předsíň — vchod do svatyně;
- Svatyně — místo, kde se odehrávala bohoslužba (stál zde oltář a menora);
- Velesvatyně — tam byla umístěna archa úmluvy.

První chrám stál na pahorku téměř 400 let. Roku 586 př. n. l. byl vypálen vojskem babylonského krále Nebukadnezara II. při dobytí Jeruzaléma, po kterém následovalo babylonské zajetí.

### Druhý chrám
Druhý chrám byl zbudován navrátilci z babylonského zajetí, vedenými Zerubábelem z Davidova rodu, zhruba 70 let po zničení prvního chrámu. Umožnil to edikt nového pána Babylonie, perského krále Kýra II., jímž se vyhlašovala náboženská svoboda.
V druhém chrámu již chyběla Archa úmluvy (ve svatyni tak zůstal jen kámen, na kterém schrána stála), nádoba s manou (která byla uchovávána z putování Izraele do Kanaánu) a Áronova hůl. Z prvního chrámu tak zůstala zachována jen menora.
Chrám, který byl zbudován navrátilci z Babylóna, byl však jednoduchý a prostý. Herodes Veliký (74 př. n. l. – 4 n. l.) jej proto roku 19 př. n. l. nechal přestavět a proměnil jej v honosnou stavbu (čímž si do jisté míry získal přízeň židovského lidu). Herodův chrám byl zbudován ze zelenkavého a bílého mramoru. Vylepšování a rozšiřování chrámu pokračovalo i po Herodově smrti — téměř až do zániku chrámu.
Druhý chrám stál do 10. srpna 70, kdy byl vypálen římským vojskem vedeným Titem. Chrám pak již nikdy nebyl obnoven.
| Židé a judaismus |
| Židé • Judaismus • Kdo je Žid |
| Ortodoxní • Konzervativní (Masorti) Progresivní (Reformní - Liberální) • Ultraortodoxní Samaritáni • Falašové • Karaité                                                                                            |
| Etnické skupiny a jazyky |
| Aškenázové • Sefardové • Mizrachim Hebrejština • Jidiš • Ladino • Ge'ez • Buchori |
| Populace (vývoj) |
| Evropa • Amerika • Asie • Afrika • Austrálie |
| Náboženství |
| Bůh • Principy víry • Boží jména 613 micvot • Halacha • Noachidské zákony Mesiáš • Eschatologie |
| Židovské myšlení, filosofie a etika |
| Židovská filosofie Cdaka • Musar • Vyvolenost Chasidismus • Kabala • Haskala |
| Náboženské texty |
| Tóra • Tanach • Mišna • Talmud • Midraš Tosefta • Mišne Tora • Šulchan aruch Sidur • Machzor • Pijut • Zohar |
| Životní cyklus, tradice a zvyky |
| Obřízka • Pidjon ha-ben • Simchat bat • Bar micva Šiduch • Svatba • Ketuba • Rozvod (Get) • Pohřeb Kašrut • Židovský kalendář • Židovské svátky Talit • Tfilin • Cicit • Kipa Mezuza • Menora • Šofar • Sefer Tora |
| Významné postavy židovství |
| Abrahám • Izák • Jákob • Mojžíš Šalomoun • David • Elijáš • Áron Maimonides • Nachmanides • Raši Ba'al Šem Tov • Ga'on z Vilna • Maharal                                                                           |
| Náboženské budovy a instituce |
| Chrám • Synagoga • Ješiva • Bejt midraš Rabín • Chazan • Dajan • Ga'on Kohen (kněz) • Mašgiach • Gabaj • Šochet Mohel • Bejt din • Roš ješiva                                                                      |
| Židovská liturgie |
| Šema • Amida • Kadiš Minhag • Minjan • Nosach Šacharit • Mincha • Ma'ariv • Musaf |
| Dějiny Židů |
| starověk • středověk • novověk |
| Blízká témata |
| Antisemitismus • Gój • Holocaust • Izrael Filosemitismus • Sionismus Abrahámovská náboženství |
| z • d • e |

## Plány na zbudování třetího chrámu
Touha po Chrámu a bohoslužbě je vyjádřena v mnohých židovských tradicích. Konkrétní podoby však tato touha nabývala jen málokdy.

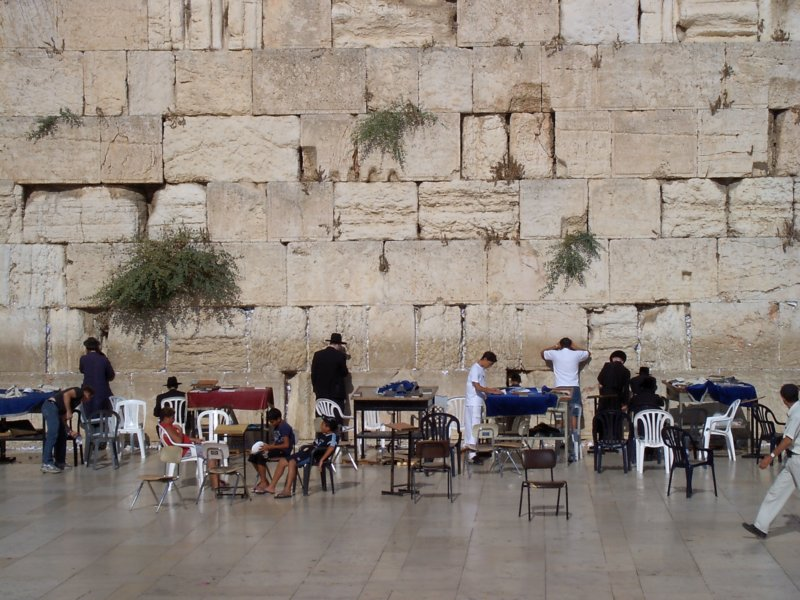
Zeď nářků – pozůstatek západní části vnější hradby Chrámové hory

Poprvé to bylo, když Římské říši vládl císař Julianus Apostata, který se snažil vší silou oslabit stále rozšířenější křesťanství, podporoval tedy křesťanské heretiky (aby křesťanství oslabil zevnitř), ale také jiná náboženství, mezi nimi i judaismus. Roku 362 před židovskými předáky prohlásil: „Nechám postavit s veškerým úsilím chrám Bohu Nejvyššímu.“ Císař vyzýval židy, aby „se vrátili do své rodné země, znovu vybudovali svatyni a řídili se opět zákony svých otců.“ Představenstvo židů v čele s Hillelem II. protestovalo vůči obnově svatyně ze strachu, že se lid rozštěpí, tak jako byl lid rozdělen v období druhého chrámu mezi kněze a mudrce (srv. esejské hnutí). Židé prohlásili, že tento počin stojí na ramenou cizince (Iuliana), po jehož smrti bude budování chrámu zastaveno. Část židů však tuto nejistotu nesdílela: „Tato slova, že chrám bude zbudován, vedou k obnově království rodu Davidova.“ Stavba nicméně byla započata — z peněz římské pokladny. Roku 363 vytáhl Iulianus proti Perské říši, v tomto tažení však padl. Jeho smrt opravdu znamenala to, co židé předpokládali: stavba chrámu byla zastavena.
V roce 1099 po dobytí Jeruzaléma křesťanskými křižáky bylo na místě ruin mešity al-Aksá postupně zbudováno sídlo pro nově vzniklý Řád templářů s přistavěným kostelem. Přestože se jednalo o původní křídlo zdejšího paláce, nový templ byl považován za nový Šalamounův chrám v domnění, že byl zbudován na místě původního Chrámu. Nový templářský templ však nedosahoval jeho velikosti ani původní funkci, během křížových výprav sloužil jako velitelství řádu s křesťanským svatostánkem, kasárny i stáje.
Až do šestidenní války roku 1967 pak byly veškeré další plány na obnovu chrámu pouze teoretickými úvahami. Chrám byl velmi často spojován s mesiášským věkem. V šestidenní válce však Izrael získal mj. Východní Jeruzalém, do kterého spadá i Chrámová hora. Začala být organizována malá hnutí, jejichž cílem je postavit chrám. Mezi takové organizace patří Temple Institute (hebrejsky מכון המקדש‎, Mechon ha-mikdaš), nebo Temple Mount and Eretz Yisrael Faithful Movement (hebrejsky נאמני הר הבית‎, Ne'emanej Har ha-bajit). Tato hnutí jsou většinou podřízena autoritě různých rabínů, kteří odmítají, aby byl chrám vybudován až v době příchodu mesiáše.
Tyto ideje však nutně předpokládají zničení Skalního dómu, proto se mnozí muslimové hrozí této touhy židů. Islámská hnutí v Izraeli proto co nejvíce usilují, aby zabránila vybudování chrámu, a také popírají historický vztah židů k Chrámové hoře. V tomto kontextu pak byla návštěva Chrámové hory Arielem Šaronem využita palestinskou propagandou jako záminka k rozpoutání druhé intifády.